# Łysiczka siniejąca

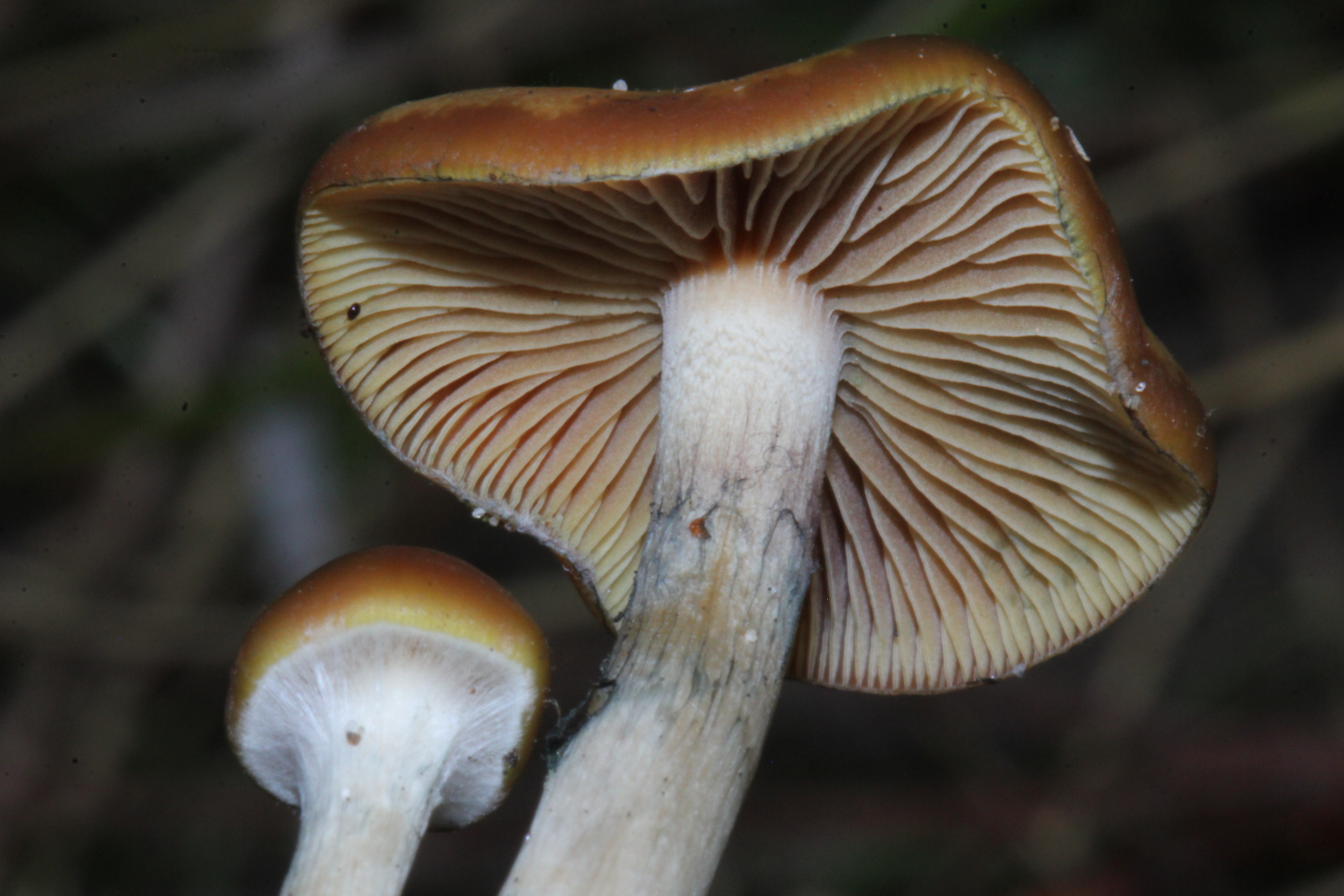

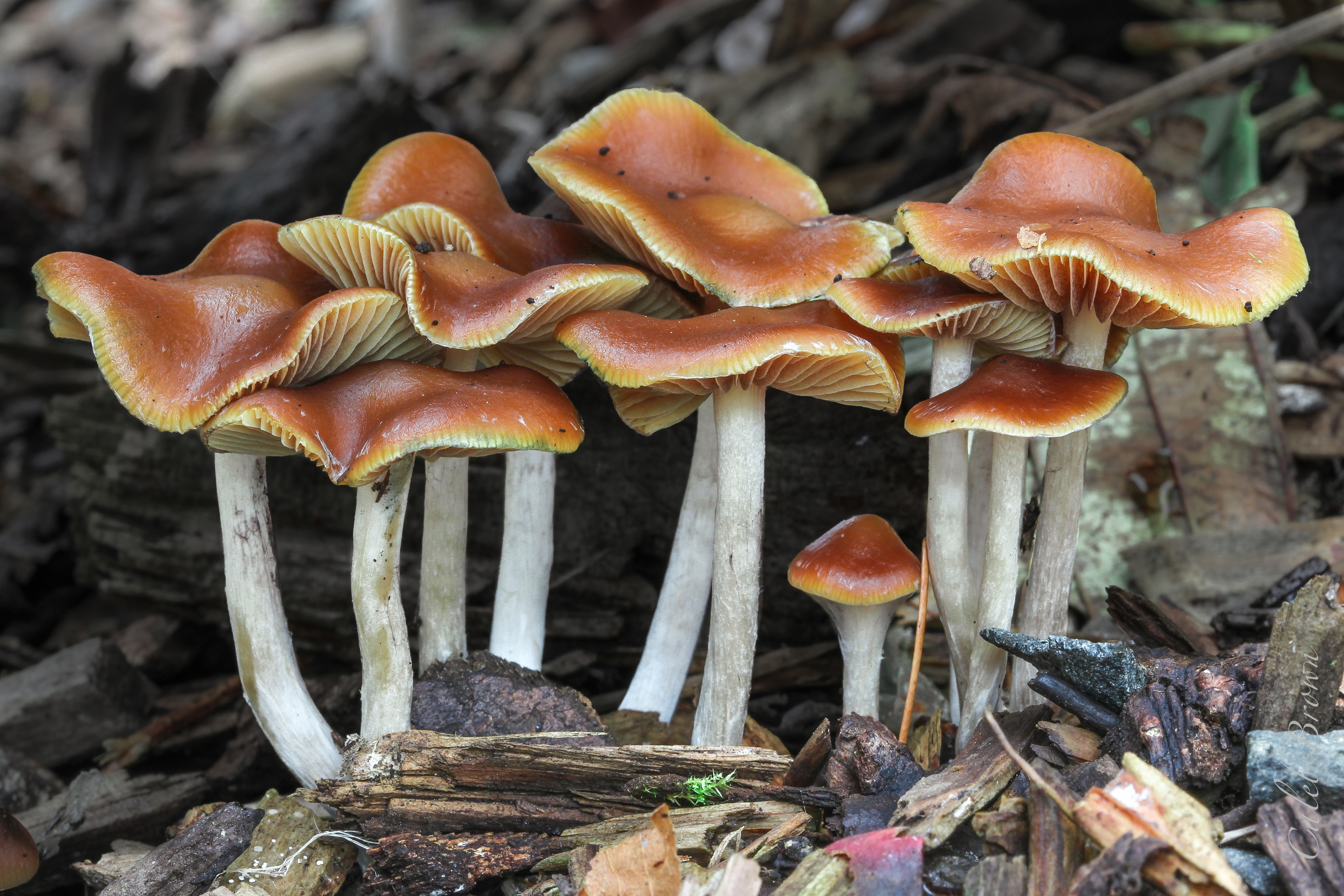

Łysiczka siniejąca (Psilocybe cyanescens Wakef.) – gatunek grzybów należący do rodziny Hymenogastraceae.

## Systematyka i nazewnictwo
Pozycja w klasyfikacji według Index Fungorum: Psilocybe, Hymenogastraceae, Agaricales, Agaricomycetidae, Agaricomycetes, Agaricomycotina, Basidiomycota, Fungi.
Po raz pierwszy opisał go w 1946 r. Elsie Maud Wakefield. Polską nazwę podał internetowy atlas grzybów.

## Morfologia
Kapelusz
Średnica 1,5–5 cm, w stanie dojrzałym zwykle pofalowany. Jest higrofaniczny; powierzchnia w stanie wilgotnym o barwie od karmelowej do kasztanowobrązowej, w stanie suchym lekko żółtawa. Po dotknięciu przebarwia się na niebiesko, następuje to wskutek utleniania się psylocybiny.
Blaszki
Przyrośnięte, karmelowe do kasztanowobrązowych, po dotknięciu przebarwiają się na niebiesko.
Trzon
Wysokość 4,5–8 cm, grubość 0,3–0,6 cm, cylindryczny, czasami z maczugowatą podstawą z niebieskimi sznurami grzybniowymi. Powierzvchnia włóknista z bladoniebieskimi zasinieniami. Pierścienia brak, ale osłona częściowa tworzy włóknistą, zanikającą strefę pierścieniową.
Wysyp zarodników
Bardzo ciemno fioletowobrązowy.
Cechy mikroskopowe
Bazydiospory elipsoidalne, gładkie, 9–12,5 × 5–7μm.
Gatunki podobne
Może być pomylony z hełmówką jadowitą (Galerina marginata), co może skończyć się poważnym, nawet śmiertelnym zatruciem. Te dwa grzyby mają podobne siedlisko i wykazują powierzchowne podobieństwo. Mogą rosnąć obok siebie, co może zwiększyć ryzyko pomyłki. Obydwa grzyby mają różnokolorowe zarodniki, dlatego niezbędny do prawidłowej identyfikacji jest wysyp zarodników.

## Występowanie i siedlisko
W Polsce po raz pierwszy jego stanowiska podał B. Gierczyk w 2011 i 2019 r.
Grzyb saprotroficzny rosnący głównie na zrębkach drzewnych, szczególnie na ściółkowanych rabatach roślinnych na obszarach miejskich, ale może również rosnąć na innych podłożach bogatych w ligninę. Nie rośnie na podłożu bez ligniny, nie rośnie także na ściółce wykonanej z kory. Zwykle występuje gromadnie. W południowej Anglii znaleziono około 100 000 owocników rosnących na torze wyścigowym.

## Znaczenie
Jest grzybem silnie psychodelicznym. Głównymi związkami odpowiedzialnymi za jego działanie psychodeliczne są psilocybina i psylocyna. Wszystkie związki psychoaktywne zawarte w P. cyanescens są rozpuszczalne w wodzie, owocniki można uwięc pozbawić ich psychodelicznego działania poprzez zagotowanie w wodzie i odlanie jej. Mogłyby być więc uważane za grzyby jadalne, ale większość ludzi uważa je za zbyt gorzkie i są zbyt małe, aby mieć znaczenie kulinarne. Ponadto istnieje niebezpieczeństwo pomylenia ze śmiertelnie trującą hełmówką jadowitą.
P. cyanescens bywa uprawiany, podobnie jak wiele innych grzybów zawierających psilocybinę.Owocnikowanie rozpoczyna się w temperaturach pomiędzy 18–20 °C. Ze względu na wymagania gatunku dotyczące owocowania, nakłonienie P. cyanescens do wytwarzania owoców w pomieszczeniach zamkniętych jest trudne, ale możliwe. Wydajność w przeliczeniu na wagę substratu jest niska w porównaniu z innymi grzybami zawierającymi psilocybinę, dlatego jest to rzadko uprawiany gatunek.